# 몬테네그로의 국장

몬테네그로의 국장

몬테네그로의 국장은 세르비아 몬테네그로 시절이었던 2004년 7월 13일에 제정되었다. 국장의 원형은 페트로비치네고시 왕가의 문장이다.
금색 왕관을 쓴 두 개의 머리를 가진 금색 독수리가 왼쪽에는 홀을, 오른쪽에는 파란색 구를 잡고 있으며 독수리 문양 가운데에는 금색 사자 문양이 새겨진 파란색 방패가 그려져 있다.
국장의 중심에 있는 금색 사자 문양은 베네치아 공화국의 수호 성인인 성 마르코의 상징물이다. 베네치아 공화국의 상징이 들어있는 이유는 1797년까지는 몬테네그로의 도시가 베네치아 공화국의 영토에 속해 있었기 때문이다.

## 역대 국장

1905년-1909년 몬테네그로 공국의 국장
1910년-1918년 몬테네그로 왕국의 국장
1974년-1991년 몬테네그로 사회주의 공화국의 국장
1992년-2004년 몬테네그로 공화국의 국장

## 같이 보기
- 몬테네그로의 국기